# آلزو (اویسه)
آلزو (به فرانسوی: Alzou) یک رود در فرانسه است.